# Meragisa rahulana
Meragisa rahulana är en fjärilsart som beskrevs av William Schaus 1937. Meragisa rahulana ingår i släktet Meragisa och familjen tandspinnare. Inga underarter finns listade i Catalogue of Life.